# Люксембургианство

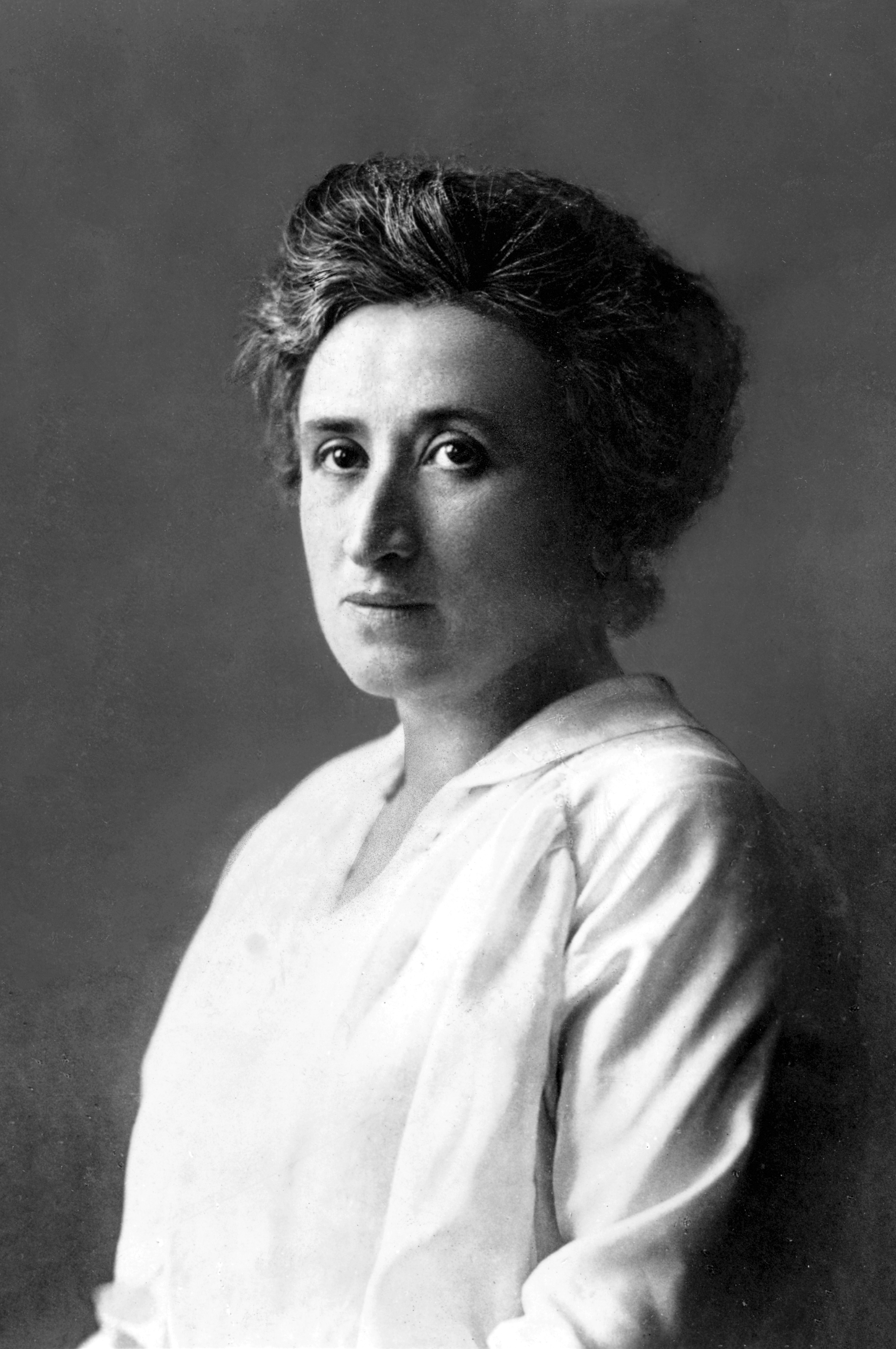
Роза Люксембург

Люксембургиа́нство, люксембурги́зм — революционно-марксистское течение в социал-демократическом, а затем также коммунистическом и левом движении, противостоящее, с одной стороны, пробуржуазной политике ревизионистской социал-демократии, а с другой, авторитарным направлениям в коммунизме. Его основательницей была германская  социалистка, одна из основателей антивоенного Союза Спартака и Коммунистической партии Германии Роза Люксембург, выразившая свои идеи в работе «Накопление капитала», где изложила свою теорию империализма, и «рукописи о русской революции», где критиковала большевиков.
Люксембургианцы отрицали авторитаризм и диктатуру партии, которую Ленин после 1919 года отождествлял с диктатурой пролетариата, и считали, что революционная партия не может выражать интересы пролетариата без политических свобод и прямых выборов, и что диктатура пролетариата может осуществляться только посредством выборных органов, таких как советы. «Партия не над, а в советах» — один из принципов люксембургианства. По мнению люксембургианцев, социализм неотделим от демократии как политической системы подлинно социалистического государства. Многие люксембургианцы являются последовательными защитниками гражданских прав и демократических свобод. Политическая свобода, по их мнению, должна обеспечиваться лучше, а не хуже, чем в буржуазных государствах. Политическая свобода и социализм для них есть вещи неразделимые.
Люксембургианство нашло своё дальнейшее развитие в деятельности Лондонского бюро и Международной коммунистической оппозиции, последующей деятельности членов входивших в них партий и групп в социал-демократических, коммунистических, левых и прогрессивных партиях мира, и, по мнению некоторых, в левом коммунизме и коммунизме рабочих советов.

## История
Основой люксембургианства, помимо трудов классиков марксизма, являются труды Розы Люксембург и Карла Либкнехта.
«Исходной точкой агитации является для социал-демократии не абсолютное обнищание рабочего класса, а относительное сокращение его доли в созданном им общественном богатстве, при чём это сокращение может идти и фактически идет рука об руку с абсолютным повышением жизненного уровня»
«„Материальное укрепление рабочего класса“ будет способствовать его политической организованности и „подготовлять его к устранению капиталистического общества и водворению социализма путем политического и социального переворота“.»
«…повседневная практическая борьба за социальные реформы, за улучшение положения трудового народа еще на почве существующего строя, борьба за демократические учреждения — вот единственный способ, которым социал-демократия может вести пролетарскую классовую борьбу и идти к конечной цели — к захвату политической власти и упразднению системы наемного труда»
Для Розы Люксембург «существование некапиталистических покупателей прибавочной стоимости является прямым условием существования капитала и его накопления». Таким образом, «решение проблемы в духе марксистского учения заключается в диалектическом противоречии: капиталистическое накопление для своего движения нуждается в некапиталистических общественных формациях (развивающиеся страны, „социалистическая система“, „суверенные демократии“ и т. д.), как в окружающей его среде; оно прогрессирует в постоянном обмене веществ с этими формациями и может существовать лишь до тех пор, пока оно находит эту среду»
То есть, замкнутое капиталистическое общество существовать не может, так как обмен внутри капиталистического производства эквивалентен (на основе равновесной цены), существует экономическое равновесие, а накапливаемую прибавочную стоимость реализовать негде. Происходит перераспределение капитала.
Невозможность существования замкнутого капиталистического общества (или превращения всех стран в развитые капиталистические страны) ведет к автоматическому краху капитализма.
В связи с неспособностью подлинной рыночной экономики всего земного шара развиваться при капитализме — в противном случае капитализм мог бы существовать вечно — капитализм обречён. «Мы будем играть роль стряпчего, ликвидирующего дела обанкротившегося общества».
Притягательность концепции и позиции Розы Люксембург состоит в том, что она органично соединила, с одной стороны, критикуемый ей реформистский марксизм, и с другой стороны, традиционный революционный марксизм с его представлениями о неизбежном крахе капитализма и о созидательной роли рабочего класса и его партии.
Собственно люксембургианцы считают, что Роза Люксембург не создала новое учение, так как не изменяла философию марксизма. Люксембургианцы не отрицают, более того, подчёркивают и развивают основополагающий тезис Карла Маркса, что социализм, в первую очередь, должен преодолеть отчуждение (поэтому среди их теоретиков так много специалистов по психоанализу и коммуникации), а развитие производительных сил и производственных отношений — только одно из средств преодоления отчуждения.
Прямыми наследниками доктрины Розы Люксембург и Карла Либкнехта после вмешательства РКП(б) и Коминтерна в дела Коммунистической партии Германии стали Социалистическая рабочая партия Германии во главе с Теодором Либкнехтом и «Международное бюро революционного социалистического единства».